# Betteleiche

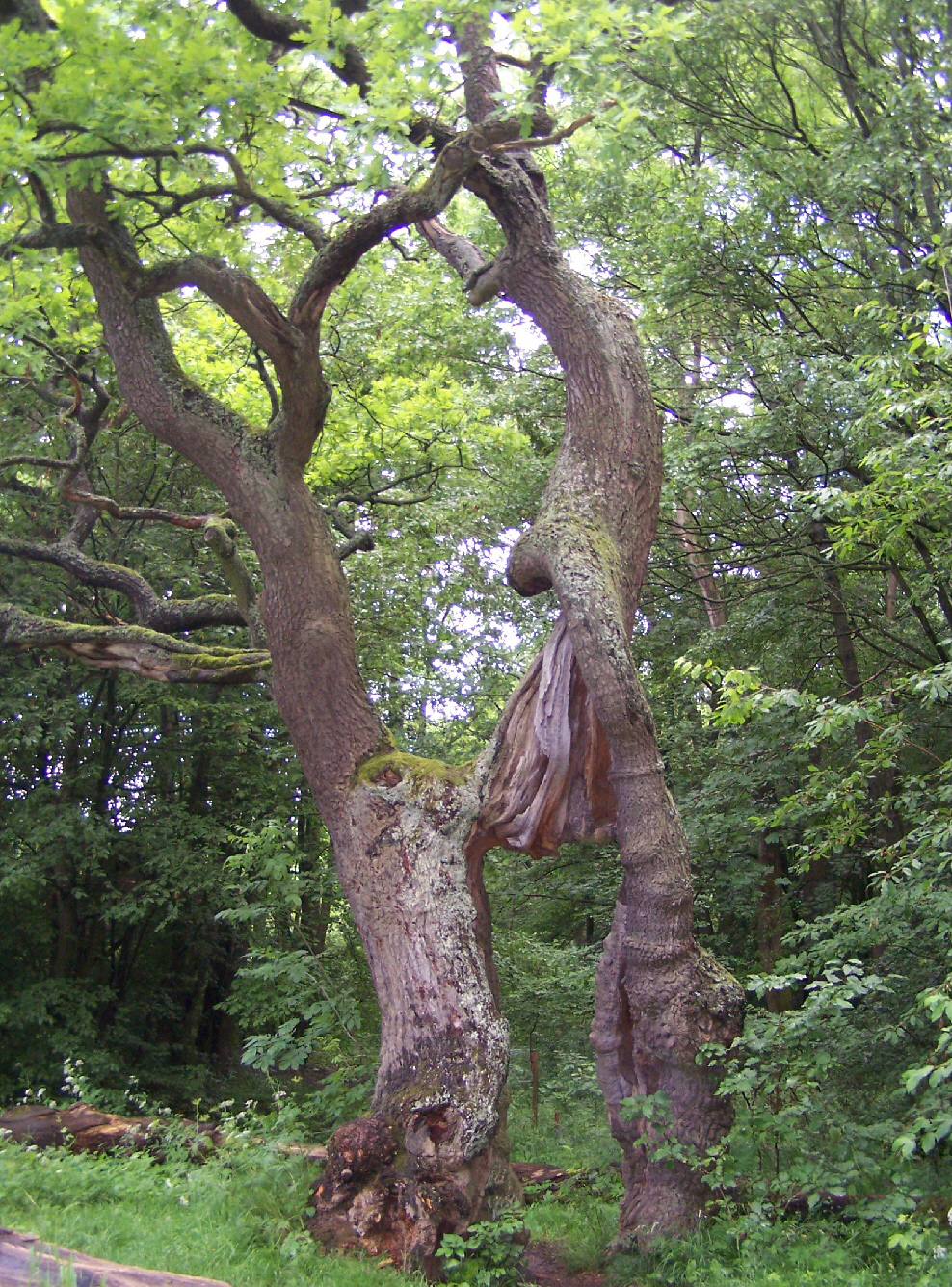
Betteleiche

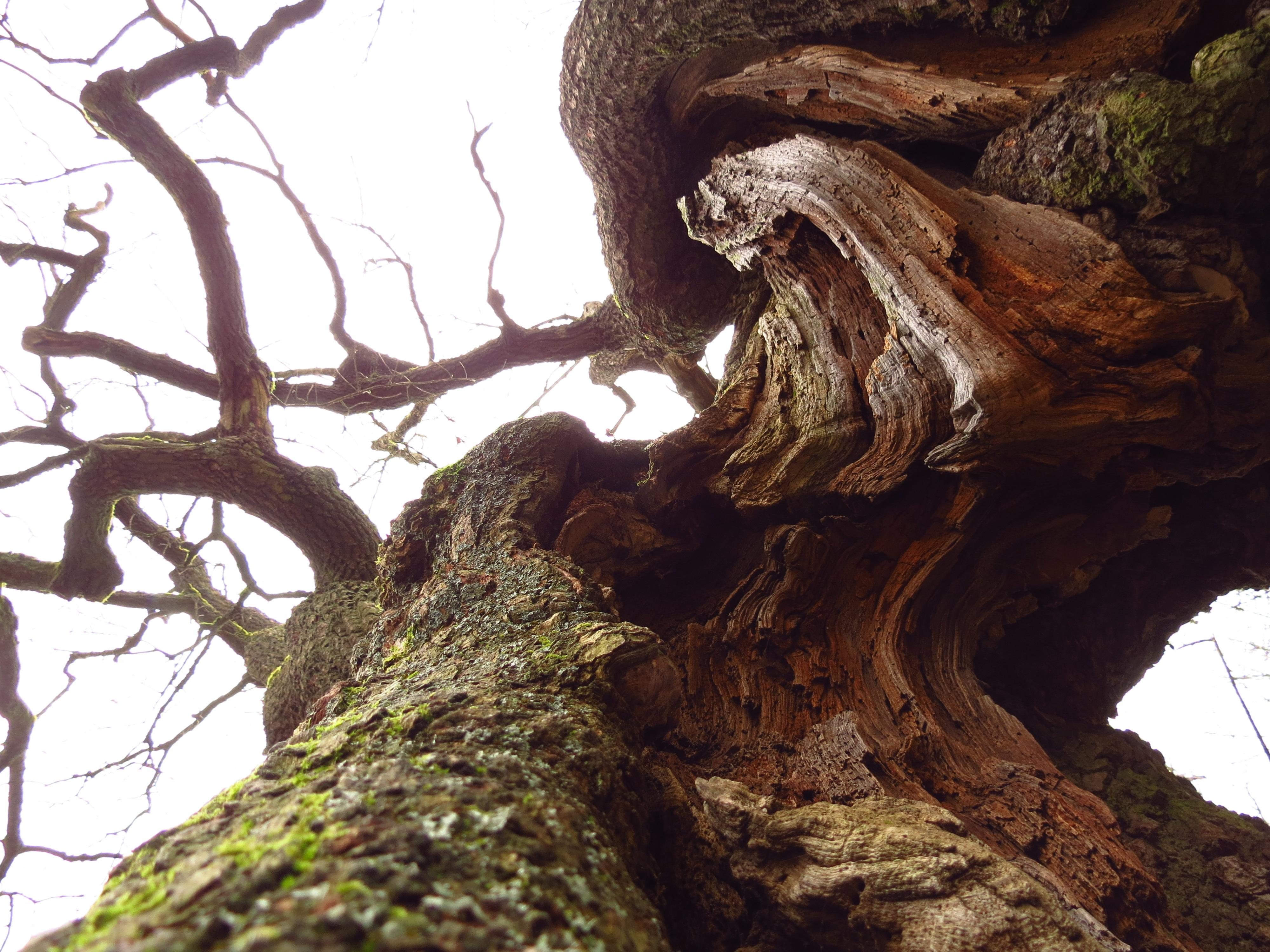
Detailansicht der Betteleiche

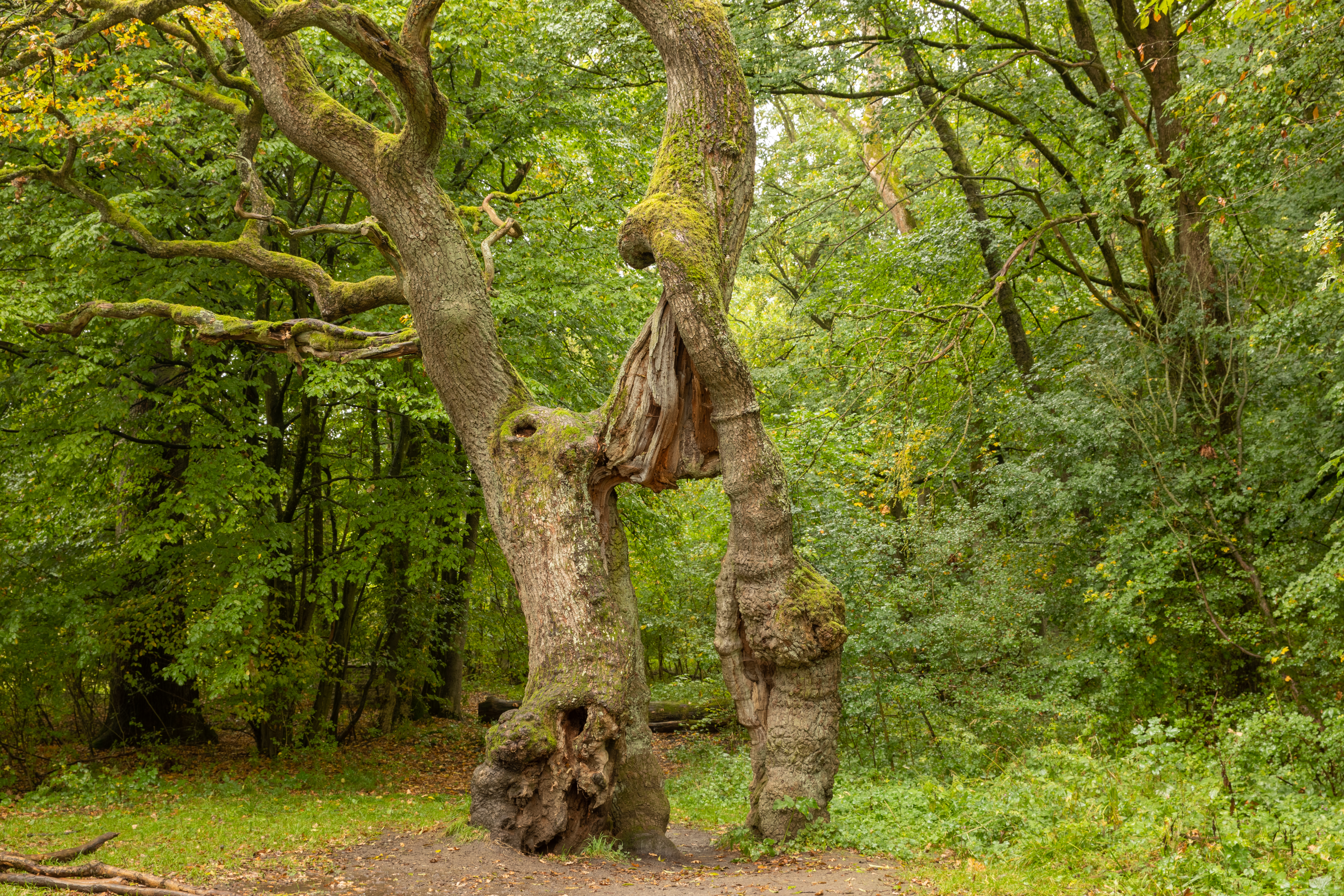
Die Betteleiche im Oktober 2021

Die Betteleiche ist eine auf 600 bis 800 Jahre geschätzte alte Stieleiche im Hainich am Kreuzungspunkt des Rennstiegs mit der Hohen Straße. Die Eiche, die als Naturdenkmal geschützt ist, zählt zu den ältesten und markantesten Bäumen des Hainichs und gilt als Wahrzeichen des gleichnamigen Nationalparks. Der Baum befindet sich auf dem Hainichkamm westlich von Mülverstedt am Rand des Forstortes Ihlefeld in einer Höhenlage von 443 m NN. Die Baumhöhe beträgt etwa 13 m und der Stammumfang in Brusthöhe 5,6 m. Die Betteleiche hat heute einen 2,5 m hohen Durchgang.

## Entstehung
Früher führte eine der bedeutendsten europäischen Ost-West-Verbindungen, die sogenannte Hohe Straße (Via regia) an der Betteleiche vorüber. Sie führte aus dem Pariser Raum über Frankfurt (Main), Eisenach, Erfurt und Leipzig nach Breslau und von dort aus weiter bis in die heutige Ukraine bzw. nach Russland. Große Bedeutung hatte gerade der thüringische Abschnitt als Geleitstraße zu den Messen in Frankfurt und Leipzig. Von 1442 (nach anderer Angabe 1443)  bis 1525 gab es in der nahegelegenen, heute nicht mehr existierenden Siedlung Ihlefeld ein Franziskanerkloster. Die dort lebenden Mönche, die laut ihrer Satzung keinen eigenen Besitz haben und auch nicht betteln durften, kümmerten sich um Kranke, lasen Seelenmessen für Verstorbene und standen auch den auf der Via regia vorüberziehenden Reisenden bei. Ihre Aktivitäten wurden „Bettelfahrten“ genannt. Dafür erhielten sie dankbare Gaben, teils auch versehen mit Fürbittbriefen, die die Spender am Fuß der Betteleiche ablegten, denn das Überschreiten der Klosterschwelle war ihnen untersagt. Um die Almosen vor den Witterungseinflüssen zu schützen, schlugen die Mönche eine kastenförmige Höhlung in den Baum, die sich im Lauf der Jahrhunderte durch Regen, Frost und Hitze erweiterte und schließlich den Stamm teilte.
Nach anderer Lesart war das Ihlefelder Kloster eine Außenstelle des St. Katharinenklosters zu Eisenach, das indes von Nonnen des Zisterzienserordens bewohnt war.

## Naturschutz

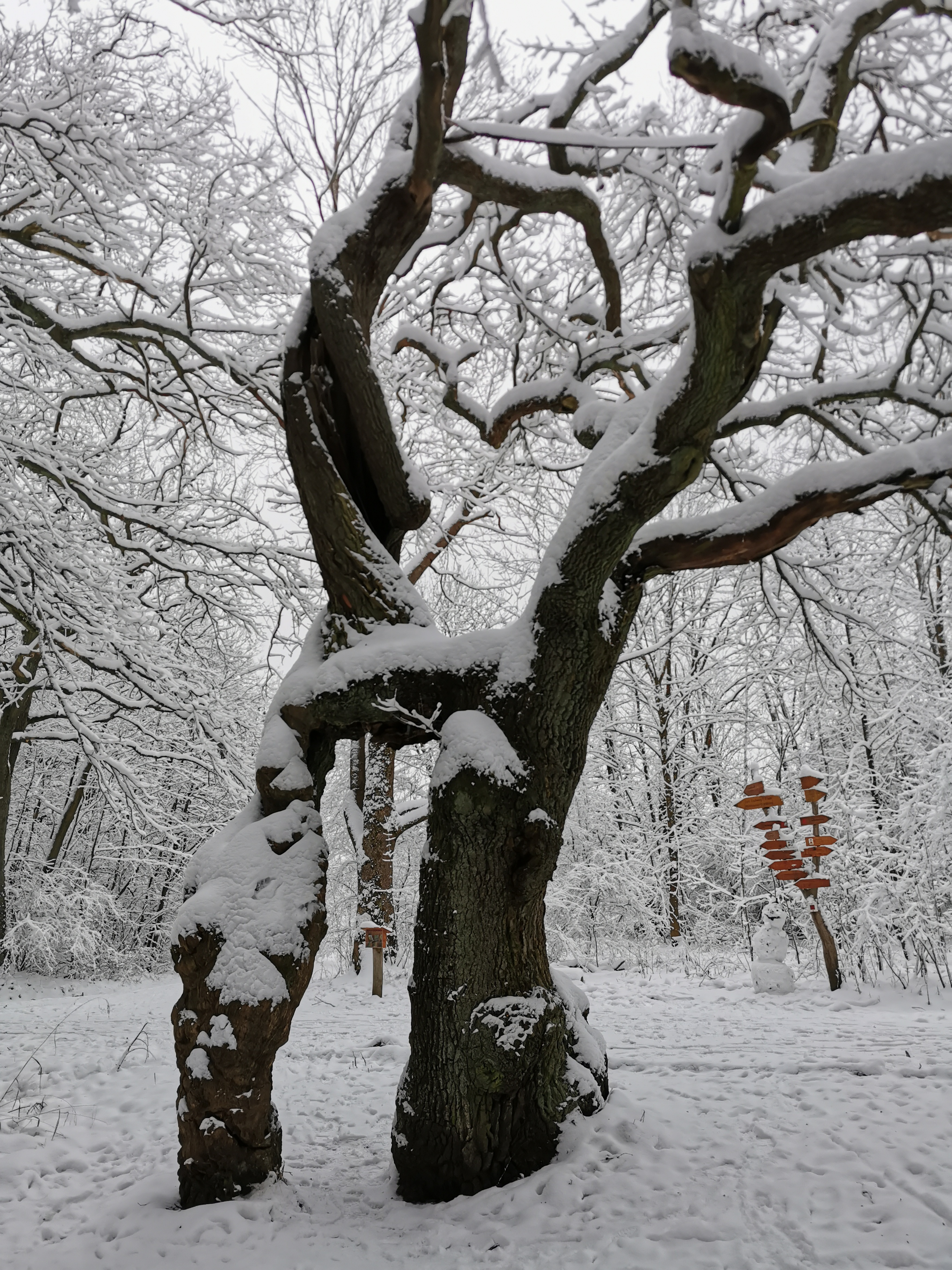
Die Betteleiche im Winter, von der Waldseite aus gesehen

Die Betteleiche ist wegen ihres Alters und ihrer historischen Bedeutung seit 1936 als Natur- und Kulturdenkmal geschützt. Zum Schutz wurde um ihren Wurzelbereich ein Kreis aus Baumstämmen gelegt. Sie wurde am 19. Dezember 1994 saniert. Zeitweilig war der Aufenthalt im Kronenbereich aus Sicherheitsgründen untersagt.

## Sonstiges

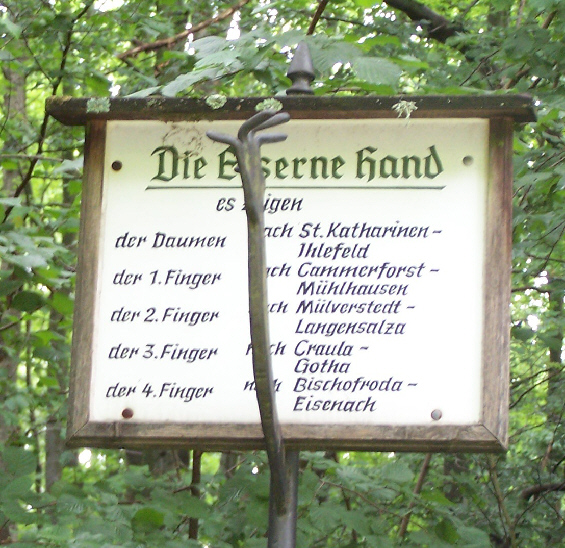
Der schon seit dem Spätmittelalter bezeugte Wegweiser Eiserne Hand in der Nähe der Betteleiche

Die Betteleiche ist über öffentliche Straßen nicht direkt zugänglich. Über das gut ausgeschilderte und ausgebaute Wegenetz des Nationalparks Hainich ist sie allerdings problemlos zu erreichen und stellt eines seiner beliebtesten Ziele für Wanderungen, Radtouren, Ausritte und Kremserfahrten dar. Nach ihr ist der Betteleichenweg benannt, ein Rundwanderweg des Nationalparks Hainich, der als Wegesymbol die charakteristischen H-ähnlichen Umrisse des alten Baumes trägt. Des Weiteren liegt die Betteleiche am Nationalparkwanderweg Bummelkuppenweg sowie am  Waagebalkenweg, einem historischen, 42 Kilometer langen Fernwanderweg. In der Nähe befinden sich eine im Sommer bewirtschaftete Ausflugsgaststätte, das Ihlefelder und Mülverstedter Steinkreuz sowie der bereits 1554 belegte historische Wegweiser Eiserne Hand, dessen fünf Finger jeweils in eine bestimmte Richtung weisen.